# 細川頼種
細川 頼種（ほそかわ よりたね）は、南北朝時代の武将。細川遠州家の祖にあたる人物。細川頼貞・公頼の従兄弟にあたる。通称は七郎五郎。

## 略歴
細川氏庶流の細川宗義の子。『尊卑分脈』によれば伯父にあたる細川義久（又三郎）の養子になったとされる。足利尊氏が建武政権から離反した後、細川氏は主に四国において軍事活動を展開したが、頼種は一族と行動を共にせず本貫地三河国の守備部隊に属した。
建武3年（1336年）4月8日に新田左馬助率いる遠江国の南朝軍が三河に侵攻、同月20日に吉良荘（愛知県西尾市）で激戦が繰り広げられた。足利勢の大将は「宮内少輔四郎」で、頼種は貞経の指揮下で奮戦し新田勢を退けた。足利勢は6月8-9日に宝飯郡八幡、6月28日に宝飯郡本野原（いずれも愛知県豊川市）で追撃戦を行い、新田勢を三河からの駆逐に成功、更に遠江まで進んで天竜川畔で新田勢と戦っている。
追撃戦の最中、6月20日に頼種は討死した。

## 子孫
子孫は細川氏分国の守護代を務める家柄となり、頼種の孫（頼元の子）・頼益は応永年間に細川満元の下、丹波守護代を務め、その子氏有は応永年間に淡路守護代を、頼益の孫（氏有の兄・満益の子）にあたる持益は嘉吉から寛正にかけて細川勝元の下土佐守護代を務めていることが確認されている（細川氏#遠州家も参照）。持益の子が応仁の乱に際して勝元を支援した勝益である。
頼元 ｰ 頼益 ｰ満益（弟に氏有）持益 ｰ 勝益 ｰ 政益 ｰ 国益
頼元の兄・義幸は分家し上野氏を名乗った。
義幸 ｰ 氏世 - 氏益 - 元興（弟に賢氏） - 氏盛